# Шугозерская роспись
Шугозерская роспись — художественная роспись по дереву, бытовавшая на территории современного Тихвинского района Ленинградской области, в районе юго-восточного Шугозерья (бывш. территория Куневичской волости Тихвинского уезда). Является одним из возрожденных в наши дни народных художественных промыслов Ленинградской области.

## История и художественные особенности
Промысел появился в конце XIX — начале XX в. на исторически сложившейся территории, прилегающей к Шугозерским озёрам, расположенной в верхнем течении р. Паши и её притоков: Пяльи, Явосьмы.
Рисунок на шугозерских прялках выполнялся в свободной кистевой манере красками розового, бордового, жёлтого, зелёного, синего, чёрного и белого цветов. Растительный орнамент был вытянут по вертикали. Часто изображалась стилизованная ветвь с цветами, бутонами и листьями, а на вершине располагалась птица с маленькой веточкой с ягодами в клюве. Включение фигур птиц в орнаментальную композицию вносило дополнительный символический акцент в изображение. Встречались прялки, расписанные «букетами» из цветов.
Среди шугозерских прялок встречаются и изделия, окрашенные в синий или красный цвет и украшенные простым геометрическим орнаментом. Такие прялки были более доступны по цене для местных крестьян. Существовала также роспись по трафарету.
В 1920-е гг., с изменением уклада жизни в деревне, традиция изготовления ручных прялок и нанесения традиционной росписи начинает постепенно угасать. К 1930-м гг. изготовление прялок прекратилось. Шугозерская роспись была забыта.

## Современность
В 2018 году началась работа по возрождению традиционной шугозерской росписи в рамках инвестиционного проекта. Силами учредителей научно-производственного холдинга «Аксортиум», в содружестве с ведущими музейными институциями и экспертами по народным художественным промыслам, бытовавшим в границах территории нынешней Ленинградской области, специалистами-художниками и преподавателями художественных дисциплин, проведена масштабная исследовательская работа.
Воссозданы изделия, уникальные орнаменты и композиции росписи Шугозерья, создано полное описание её элементов, видов композиций, способов нанесения орнамента, исторически точное цветовое решение.
В апреле 2019 года создано одноимённое предприятие — ООО «Шугозерская роспись». Изделия предприятия были представлены на Художественно-экспертном совете по народным художественным промыслам Ленинградской области, и по итогу — отнесены к изделиям народных художественных промыслов.
В месте традиционного бытования росписи — поселке Шугозеро Тихвинского района Ленинградской области реализуется первый этап инвестиционного проекта — создается творческая мастерская.